# Dongola (distrito)
Dongola é um dos quatro distritos do estado do Norte (Ash-Shamaliyah, no Sudão). É neste distrito que se situa a capital do estado, Dongola.